# 江建葦
江 建葦（こう けんい、チャン・チェンウェイ、英語: Chiang Chien-wei、2001年5月21日 - ）は、台湾の男子バドミントン選手。

## 経歴
2020年まで葉宏蔚とペアを組む。
2022年からは1歳年下の呉軒毅とペアを組む。
2024年のタイ・オープンでは、2回戦で第5シードのモハマド・アッサン / ヘンドラ・セティアワンを破ってベスト8入りを果たした。